# Колушкінське сільське поселення
Колушкінське сільське поселення — муніципальне утворення у Тарасовському районі Ростовської області. 
Адміністративний центр поселення — слобода Колушкіно. У 1934-1956 роках Колушеіно було центром окремого Колушкінського. району.
Населення - 1617 оскііб (2010 рік).

## Географія
Сільське поселення розташовано на південному сході району у долині Калитви.

## Адміністративний устрій
До складу Колушкінського сільського поселення входять:
- слобода Колушкіно - 940 осіб (2010 рік);
- слобода Шарпаївка - 455 осіб (2010 рік);
- хутір Архиповка - 36 осіб (2010 рік);
- хутір Сергіївка - 186 осіб (2010 рік).